# ТЕС Танхльїн
16°39′12″ пн. ш. 96°15′56″ сх. д. / 16.65333° пн. ш. 96.26556° сх. д.
ТЕС Танхльїн – теплова електростанція на півдні М’янми, поблизу найбільшого міста країни Янгона.
В 2019 році китайські компанії VPower та China National Technical Import & Export виграли конкурс на реалізацію проекту регазифікаційного терміналу, імпортований через який зріджений природний газ мав використовуватись для живлення двох нових ТЕС. Враховуючи великий дефіцит електроенергії, станції необхідно було створити у надзвичайно стислі строки, що було можливим лише при використанні генераторних установок на основі двигунів внутрішнього згоряння. 
Однією із зазначених станцій стала ТЕС Танхльїн, яку розмістили дещо південніше від Янгону поряд терміналом ЗПГ Танхльїн. Майданчик почав роботу у 2020 році з двома типами генераторних установок:
- біля ста двадцяти установок Rolls-Royce MTU 4000 загальною потужністю 200 МВт;
- 8 генераторних установок Wärtsilä 50SG загальною потужністю 145 МВт.
Видача продукції відбувається по ЛЕП, розрахованій на роботу під напругою 230 кВ.
На початку 2021-го у М’янми стався військовий заколот, що призвело до погіршення економічної ситуації та валютної кризи. Як наслідок, у липні того ж року ТЕС Танхльїн була змушена припинити роботу через неможливість закупівлі ЗПГ (хоча продовжували продукувати 50 МВт, необхідних терміналу для охолодження наявного ЗПГ).